# گمینا شچانگتس
گمینا شچانگتس (به لهستانی:  Gmina Szczaniec) یک گمینا در لهستان است که در شهرستان شویبوجن واقع شده‌است. گمینا شچانگتس ۱۱۲٫۹۲ کیلومتر مربع مساحت و ۳٬۹۴۶ نفر جمعیت دارد.